# 阿夫尔河畔皮埃尔蓬
阿夫尔河畔皮埃尔蓬（法語：Pierrepont-sur-Avre，發音：[pjɛʁpɔ̃ syʁ avʁ]）是法国上法兰西大区索姆省蒙迪迪耶区的一个旧市镇。2019年1月1日，阿夫尔河畔皮埃尔蓬与邻近的两个市镇合并为新市镇三河镇，并成为了三河镇的委派市镇与政府驻地。

## 地理
阿夫尔河畔皮埃尔蓬（49°42'44"N, 2°32'32"E）面积4.3 平方千米，位于法国上法蘭西大區索姆省，该省份为法国北部沿海省份，北起加来海峡省和北部省，西接滨海塞纳省和大西洋英吉利海峡，南至瓦兹省，东临埃纳省。
与阿夫尔河畔皮埃尔蓬接壤的市镇（或旧市镇、城区）包括：格拉蒂比、布扬库尔拉巴塔耶、布西库尔、孔图瓦尔、阿日库尔。
阿夫尔河畔皮埃尔蓬的时区为UTC+01:00、UTC+02:00（夏令时）。

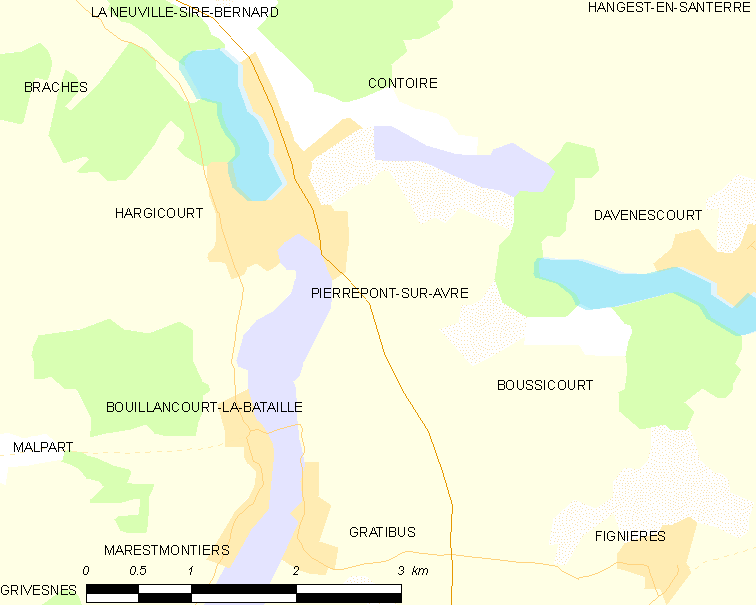
阿夫尔河畔皮埃尔蓬的OSM定位图

## 行政
阿夫尔河畔皮埃尔蓬的邮政编码为80500，INSEE市镇编码为80625。

## 政治
阿夫尔河畔皮埃尔蓬所属的省级选区为莫勒伊县。

## 人口

1962-2008年间阿夫尔河畔皮埃尔蓬人口变化图示

阿夫尔河畔皮埃尔蓬于2018年1月1日时的人口数量为671人。